# 布莎拉·哈利勒
布莎拉·哈利勒（Bushra Khalil，阿拉伯语：‎）是黎巴嫩律師，以作為前伊拉克總統薩達姆·海珊的辯護律師之一而聞名。

## 生平
哈利勒是黎巴嫩南部Jwaya村一個富裕什葉派家庭的成員。1979年畢業於黎巴嫩大學。
在前伊拉克總統薩達姆·海珊於2003年被捕的幾天後，哈利勒就加入了薩達姆的法律團隊。2006年4月，當哈利勒在伊拉克臨時政府特別法庭上發言時，她與主審法官拉乌夫·拉希德·阿卜杜·拉赫曼發生口角，終被法官以藐視法庭罪為由驅逐出庭。同年5月，哈利勒再度被法官下令驅逐出庭，她隨即將律師長袍脫下扔在地板上。